# وزوو ۱۳۸۹۷
سیارک ۱۳۸۹۷ (به انگلیسی: 13897 Vesuvius، نامگذاری:4216T-2) سیزده هزار و هشتصد و نود و هفتمین سیارک کشف شده‌است که در ۲۹ سپتامبر ۱۹۷۳ کشف شد.
قدر مطلق سیارک برابر ۴۸.۹ است.